# アルゼンチン海

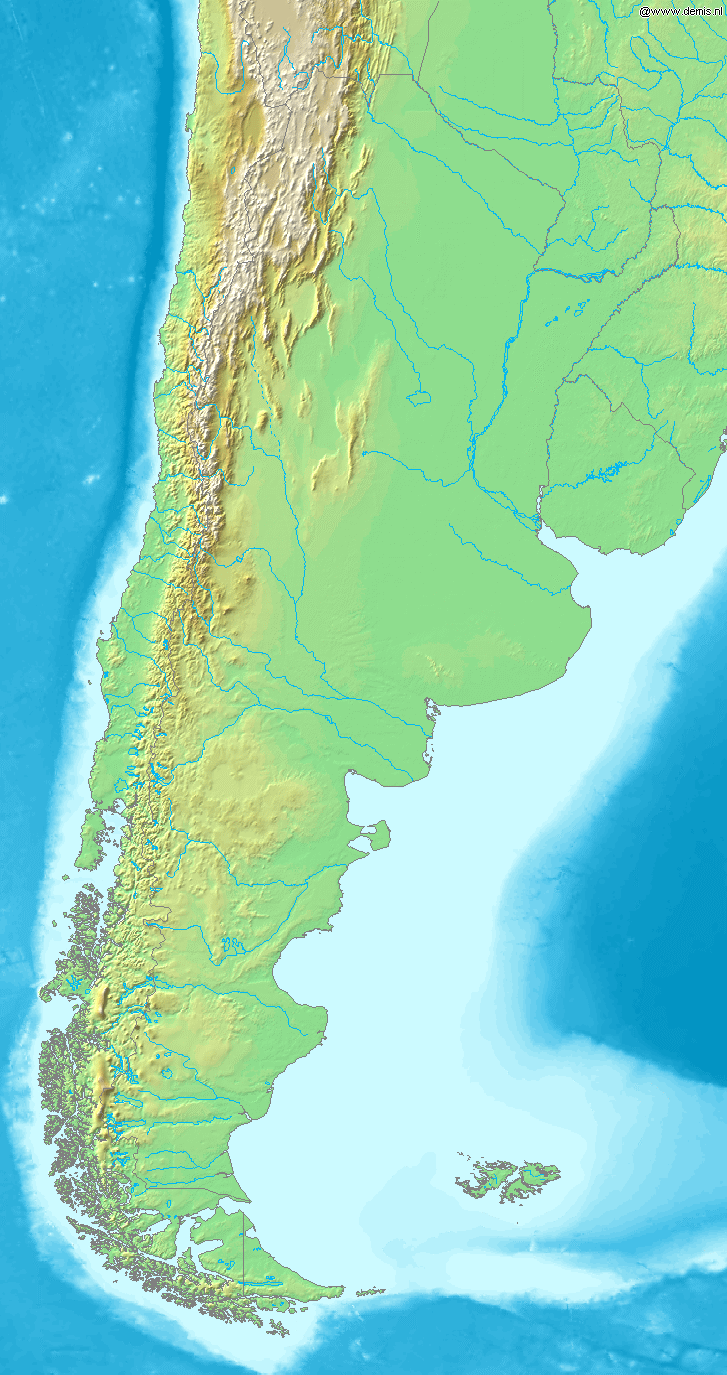
大西洋のアルゼンチン近海にあるアルゼンチン海

アルゼンチン海 (アルゼンチンかい, 英語: Argentine Sea, スペイン語: Mar Argentino) は、南大西洋においてアルゼンチンの大陸棚が広がっている海域。

## 地理
アルゼンチン海はアルゼンチンの南東沖（南大西洋）に位置する。ウルグアイの首都モンテビデオとほぼ同緯度から、南極の北約800km（500mil）にあるティエラ・デル・フエゴ付近まで広がっている。アルゼンチン海は1,000,000km2（386,102mil2）の面積がある、世界でもっとも広大な海のひとつである。平均水深は1,205m（3,952ft）、最大水深は2,224m（7,296ft）であり、塩分濃度は35‰である。アルゼンチン海は南下するに従って次第に幅を広げ、南米大陸塊が南下するに従って狭小化するのとは対照的である。海底部には海台が続いており、東に向かって傾斜した巨大な台地や段がある。アルゼンチン海の階段状の海台は、形態学的にアンデアンパタゴニアと類似している。マルビナス諸島（フォークランド諸島）はアルゼンチン海にあり、アルゼンチンの大陸棚上に位置する。フォークランド諸島やサウスジョージア島より南、サウスシェトランド諸島やサウスサンドウィッチ諸島より北の海域はスコシア海と呼ばれる。アルゼンチン海の東側にはアルゼンチン海盆が広がっている。

### 範囲
法律番号23968によると、アルゼンチンの領海はサン・マティアス湾やサン・ホルヘ湾の海岸線からラプラタ川の外縁まで、本土から12海里までの範囲に広がっている。領海の他に隣接したゾーンが12海里に広がっており、排他的経済水域は200海里に広がっている。大陸棚は排他的経済水域の限界または棚斜面の限界まで広がっている。アルゼンチンは海洋法に関する国際連合条約に署名し批准している。

## 生物多様性
アルゼンチン海は世界でもっとも水温が高い海域のひとつである。南からは南極に源を持つ冷たいフォークランド海流が流れ込み、北からは暖かいのブラジル海流が流れ込む。アルゼンチン海には偉大な生物多様性がある12区域が含まれる。2つの国際保護地域、1つの国内保護地域、18の地域保護地域がある。プランクトン、藻類、甲殻類、イワシ、アンチョビなどが生息しており、ペンギン、鵜、サメ、クジラ、アシカ、ゾウアザラシなどの高等生物がそれらを捕食している。